# Renault Magnum
O Renault Magnum ou Renault AE foi um caminhão para longa distância produzido pela empresa francesa Renault Trucks. Recebeu a distinção de Camião Internacional do Ano em 1991. Foi o primeiro modelo a oferecer um piso de cabine totalmente plano.